# San Diego Surf (película)
San Diego Surf  es un largometraje dirigido por Andy Warhol y Paul Morrissey, y filmado en La Jolla, California, en mayo de 1968. El 3 de junio de 1968, Warhol sufrió un atentado por parte de Valerie Solanas, obligando a parar el rodaje. En 1996, la Fundación de Andy Warhol encargó a Paul Morrissey «acabar de editar la película basándose sobre notas de Warhol».
Las estrellas de la película fueron Viva, Taylor Mead, Joe Dallesandro, Ingrid Superstar, Tom Hompertz, Eric Emerson, Nawana Davis, Michael Boosin, y Louis Waldon. La película era una continuación de otra cinta de Warhol llamada Lonesome Cowboys (estrenada en diciembre de 1967), con gran parte del mismo reparto.

## Argumento
El señor y la señora Mead (Mead y Viva) son una pareja casada que alquila una mansión junto el mar a un grupo de surfistas masculinos jóvenes. Su hija (Ingrid Superstar) se encuentra embarazada y espera conseguir un marido. El señor Mead, quién es gay, prueba que sea uno de los surfistas.
Entretanto, Viva quiere el divorcio de su marido, quién quiere un surfista de su propio grupo. Tom (Hompertz), un surfista, es inducido por el señor Mead a orinar encima de él. En un primer plano, el señor Mead recibe la ofrenda de Tom extasiado, después de lo cual comenta: «ahora soy un surfista real»"

## Estreno
La película fue estrenada en el Museo de Arte Moderno de Nueva York el 16 de octubre de 2012.